# Ysbrechtum

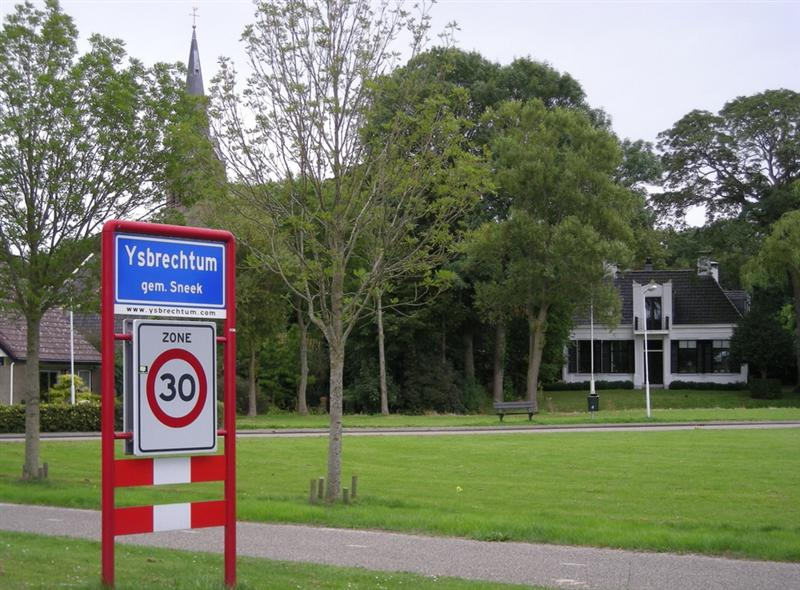

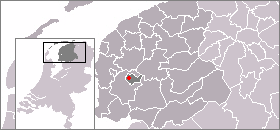
Ysbrechtums läge.

Ysbrechtum (IJsbrechtum) är en liten ort i kommunen Súdwest-Fryslân i provinsen Friesland, Nederländerna. Ysbrechtum ligger i närheten av staden Sneek. Ysbrechtum hade år 2004 runt 654 invånare.